# Kirilowia
Kirilowia es un género de plantas fanerógamas con tres especies pertenecientes a la familia Amaranthaceae.

## Taxonomía
El género fue descrito por Alexander von Bunge y publicado en Delectus Seminum Horti Botanicus 1843: 7. 1843.

## Especies
| - Kirilowia eriantha - Kirilowia pilosa - Kirilowia villosa |